# FEI Nations Cup 2014 (Vielseitigkeit)
Der FEI Nations Cup 2014 im Vielseitigkeitsreiten (2014 FEI Nations Cup Eventing) war die dritte Saison des Nations Cups der Vielseitigkeitsreiter.

## Ablauf der Turnierserie
Wie in den beiden Jahren zuvor, fanden auch 2014 alle Prüfungen der Turnierserie in Europa statt. Die Wertungsprüfungen waren als CICO 3* oder CCIO 3* ausgeschrieben. Die Serie erstreckte sich im Jahr 2014 vom 19. März bis zum 12. Oktober und umfasste damit erneut die gesamte grüne Saison (Zeitraum, in dem Reitturniere witterungsbedingt außerhalb von Hallen durchgeführt werden können).
Die siegreiche Mannschaft erhielt in den Wertungssprüngen jeweils elf Punkte, die nachfolgenden Mannschaften eine absteigende Anzahl an Wertungspunkten. Die Mannschaften erhielten pro Teilnehmer, der die Prüfung nicht beendet, 1000 Minuspunkte in der Prüfung. Somit hatten alle Mannschaften ein Ergebnis und erhalten (soweit sie zu den besten neun Mannschaften der Prüfung zählten) Wertungspunkte für den Nations Cup.

## Die Prüfungen

### 1. Prüfung: Frankreich
Das französische Nationenpreisturnier im Vielseitigkeitsreiten findet seit 2009 in Fontainebleau statt. Im Jahr 2014 wurde das Turnier vom 19. bis 23. März 2014 ausgetragen, erstmals trug es den neuen Namen The Crazy Ride.
Schon im Vorfeld stand fest, dass es neue Sieger geben würde: In der Mannschaftswertung des CICO war keine deutsche Mannschaft am Start, der Vorjahressieger der Einzelwertung (Michael Jung) ging lediglich im zeitgleich stattfindenden CIC 2* in Fontainebleau an den Start.
Von der ersten Teilprüfung an lag die französische Mannschaft in Führung. Konstant auf den zweiten Platz in den Zwischenwertungen wie im Endergebnis lag die Equipe der Niederlande. In der Einzelwertung kamen Elaine Pen und Vittoria Panizzon mit ihren Pferden auf 42,4 Minuspunkte, aufgrund des besseren Ergebnisses im Gelände siegte Elaine Pen.
Mannschaftswertung CICO 3*
|                                         | Mannschaft                              | Reiter und Pferde                       | Minuspunkte                             | Minuspunkte                             | Minuspunkte                             | Minuspunkte                             | Wertungs- punkte |
| Dressur                                 | Mannschaft                              | Reiter und Pferde                       | Gelände                                 | Springen                                | Gesamt                                  |                                         | Wertungs- punkte |
| --------------------------------------- | --------------------------------------- | --------------------------------------- | --------------------------------------- | --------------------------------------- | --------------------------------------- | --------------------------------------- | ---------------- |
| 1                                       | Frankreich                              | Nicolas Touzaint Crocket                | 44,60                                   | 3,60                                    | 0,00                                    | 48,20                                   |                  |
| 1                                       | Frankreich                              | Eric Vigeanel Qatar du Puech Rouget     | 42,00                                   | 0,80                                    | 8,00                                    | 50,80                                   |                  |
| 1                                       | Frankreich                              | Maxime Livio Opium de Verrieres         | 49,00                                   | 2,40                                    | 0,00                                    | 54,40                                   |                  |
| 1                                       | Frankreich                              | Donatien Schauly Pivoine des Touches    | 50,20                                   | 0,00                                    | 8,00                                    | (58,20)                                 |                  |
| 1                                       | Frankreich                              |                                         |                                         |                                         |                                         | 150,40                                  | 11               |
| 2                                       | Niederlande                             | Elaine Pen Vira                         | 42,00                                   | 0,40                                    | 0,00                                    | 42,40                                   |                  |
| 2                                       | Niederlande                             | Tim Lips Keyflow                        | 52,80                                   | 8,00                                    | 0,00                                    | 60,80                                   |                  |
| 2                                       | Niederlande                             | Andrew Heffernan Millthyme Corolla      | 47,40                                   | 9,20                                    | 22,00                                   | 78,60                                   |                  |
| 2                                       | Niederlande                             | Florinoor Hoogland Captain Henessy      | 56,40                                   | AUSG                                    |                                         | (1000,00)                               |                  |
| 2                                       | Niederlande                             |                                         |                                         |                                         |                                         | 181,80                                  | 9                |
| 3                                       | Großbritannien                          | Isabelle Taylor Dax van Ternieuwbeke    | 50,00                                   | 5,60                                    | 0,00                                    | 55,60                                   |                  |
| 3                                       | Großbritannien                          | Gemma Tattersall Chico Bella P          | 49,80                                   | 10,80                                   | 0,00                                    | 60,60                                   |                  |
| 3                                       | Großbritannien                          | Emily Llewellyn Greenlawn Sky High      | 54,20                                   | 43,20                                   | 10,00                                   | 107,40                                  |                  |
| 3                                       | Großbritannien                          | Lucy Wiegersma Mr. Chunky               | 52,00                                   | AUSG                                    |                                         | (1000,00)                               |                  |
| 3                                       | Großbritannien                          |                                         |                                         |                                         |                                         | 223,60                                  | 8                |
| 4                                       | Italien                                 | Vittoria Panizzon Borough Pennyz        | 41,20                                   | 1,20                                    | 0,00                                    | 42,40                                   |                  |
| 4                                       | Italien                                 | Alberto Giugni Sportsfield Quality      | 59,20                                   | 8,80                                    | 25,00                                   | 93,00                                   |                  |
| 4                                       | Italien                                 | Arianna Schivo Quefira de L'Ormeau      | 54,20                                   | 38,40                                   | 5,00                                    | 97,60                                   |                  |
| 4                                       | Italien                                 |                                         |                                         |                                         |                                         | 233,00                                  | 7                |
| weitere Platzierungen: Spanien: 5. Rang | weitere Platzierungen: Spanien: 5. Rang | weitere Platzierungen: Spanien: 5. Rang | weitere Platzierungen: Spanien: 5. Rang | weitere Platzierungen: Spanien: 5. Rang | weitere Platzierungen: Spanien: 5. Rang | weitere Platzierungen: Spanien: 5. Rang | 6                |

Einzelwertung CICO 3*
| Rang | Reiter            | Pferd          | Mannschafts- wertung | Minuspunkte | Minuspunkte | Minuspunkte | Minuspunkte |
| Rang | Reiter            | Pferd          | Mannschafts- wertung | Dressur     | Gelände     | Springen    | Gesamt      |
| ---- | ----------------- | -------------- | -------------------- | ----------- | ----------- | ----------- | ----------- |
| 1    | Elaine Pen        | Vira           | ja                   | 42,00       | 4,00        | 0,00        | 42,40       |
| 2    | Vittoria Panizzon | Borough Pennyz | ja                   | 41,20       | 1,20        | 0,00        | 42,40       |
| 3    | Arnaud Boiteau    | Quoriano       | nein                 | 46,20       | 1,60        | 0,00        | 47,80       |
| 4    | Nicolas Touzaint  | Crocket        | ja                   | 44,60       | 3,60        | 0,00        | 48,20       |
| 5    | Mathieu Lemoine   | Quickness      | nein                 | 46,40       | 0,40        | 4,00        | 50,80       |

### 2. Prüfung: Irland
Erstmals im April 2014 wurde im Rahmen des Vielseitigkeitsreitturniers Ballindenisk Horse Trials ein Nationenpreis ausgetragen. Das Turnier, das auf dem Gelände des Ballindenisk House bei Watergrasshill im irischen County Cork stattfand, wurde vom 11. bis 14. April 2014 durchgeführt.
In der Mannschaftswertung traten nur drei Equipen an, von denen die Mannschaft Großbritanniens siegreich war. In der Einzelwertung siegte mit deutschem Vorsprung Oliver Townend mit dem neunjährigen Wallach Cooley Master Class.
Mannschaftswertung CICO 3*
|         | Mannschaft     | Reiter und Pferde                | Minuspunkte | Minuspunkte | Minuspunkte | Minuspunkte | Wertungs- punkte |
| Dressur | Mannschaft     | Reiter und Pferde                | Springen    | Gelände     | Gesamt      |             | Wertungs- punkte |
| ------- | -------------- | -------------------------------- | ----------- | ----------- | ----------- | ----------- | ---------------- |
| 1       | Großbritannien | Isabelle Taylor Allercombe Ellie | 41,10       | 0,00        | 0,40        | 41,50       |                  |
| 1       | Großbritannien | Rosalind Canter Zenshera         | 41,70       | 4,00        | 0,00        | 45,70       |                  |
| 1       | Großbritannien | Lucy Wiegersma Mr. Chunky        | 40,80       | 8,00        | 2,40        | 51,20       |                  |
| 1       | Großbritannien | Nicky Roncoroni Stonedge         | 52,20       | 8,00        | 3,20        | 63,40       |                  |
| 1       | Großbritannien |                                  |             |             |             | 138,40      | 11               |
| 2       | Frankreich     | Geoffroy Soullez Madiran du Liot | 42,60       | 0,00        | 0,40        | 43,00       |                  |
| 2       | Frankreich     | Pascal Leroy Minos de Petra      | 43,20       | 0,00        | 0,00        | 43,20       |                  |
| 2       | Frankreich     | Thibaut Vallette Qing du Briot   | 47,70       | 8,00        | 0,00        | 55,70       |                  |
| 2       | Frankreich     | Maxime Livio Pica D'Or           | 44,40       | 0,00        | 23,20       | (67,60)     |                  |
| 2       | Frankreich     |                                  |             |             |             | 141,90      | 9                |
| 3       | Irland         | Sarah Ennis Sugar Brown Babe     | 43,50       | 4,00        | 0,00        | 47,50       |                  |
| 3       | Irland         | Joseph Murphy Electric Cruise    | 54,00       | 0,00        | 0,00        | 54,00       |                  |
| 3       | Irland         | Camilla Speirs Just A Jiff       | 46,20       | 8,00        | 0,00        | 54,20       |                  |
| 3       | Irland         | Sam Watson Bushman               | 47,10       | AUSG        |             | (1000,00)   |                  |
| 3       | Irland         |                                  |             |             |             | 155,70      | 8                |

Einzelwertung CICO 3*
| Rang | Reiter           | Pferd               | Mannschafts- wertung | Minuspunkte | Minuspunkte | Minuspunkte | Minuspunkte |
| Rang | Reiter           | Pferd               | Mannschafts- wertung | Dressur     | Springen    | Gelände     | Gesamt      |
| ---- | ---------------- | ------------------- | -------------------- | ----------- | ----------- | ----------- | ----------- |
| 1    | Oliver Townend   | Cooley Master Class | nein                 | 33,60       | 0,00        | 0,00        | 33,60       |
| 2    | Isabelle Taylor  | Allercombe Ellie    | ja                   | 41,10       | 0,00        | 0,40        | 41,50       |
| 3    | Geoffroy Soullez | Madiran du Liot     | ja                   | 42,60       | 0,00        | 0,40        | 43,00       |
| 4    | Pascal Leroy     | Minos De Petra      | ja                   | 43,20       | 0,00        | 0,00        | 43,20       |
| 5    | Rosalind Canter  | Zenshera            | ja                   | 41,70       | 4,00        | 0,00        | 45,70       |

### 3. Prüfung: Vereinigtes Königreich
Die britische Etappe des Nations Cup 2014, die Houghton International Horse Trials, fanden vom 22. bis 25. Mai 2014 statt. Austragungsort ist Houghton Hall in der Grafschaft Norfolk.
In der Mannschaftswertung gingen nur vier Mannschaften an den Start. Mark Todd sicherte sich mit dem 12-jährigen Campino mit deutlichem Vorsprung von fast fünf Minuspunkten den Sieg in der Einzelwertung, zudem trug er mit diesem Ergebnis zum Sieg der neuseeländischen Equipe bei.
Mannschaftswertung CICO 3*
|         | Mannschaft     | Reiter und Pferde                    | Minuspunkte | Minuspunkte | Minuspunkte | Minuspunkte | Wertungs- punkte |
| Dressur | Mannschaft     | Reiter und Pferde                    | Springen    | Gelände     | Gesamt      |             | Wertungs- punkte |
| ------- | -------------- | ------------------------------------ | ----------- | ----------- | ----------- | ----------- | ---------------- |
| 1       | Neuseeland     | Mark Todd Campino                    | 32,30       | 0,00        | 3,60        | 35,90       |                  |
| 1       | Neuseeland     | Lizzie Brown Henton Attorney General | 39,80       | 1,00        | 0,00        | 40,80       |                  |
| 1       | Neuseeland     | Craig Nicolai Just Ironic            | 60,30       | 0,00        | 1,60        | 61,90       |                  |
| 1       | Neuseeland     | Tim Price Haddon Trump Card          | 50,80       | 4,00        | 7,20        | (62,00)     |                  |
| 1       | Neuseeland     |                                      |             |             |             | 138,60      | 11               |
| 2       | Deutschland    | Andreas Ostholt So is et             | 41,80       | 4,00        | 1,20        | 47,00       |                  |
| 2       | Deutschland    | Claas Hermann Romeike Cato           | 46,70       | 0,00        | 3,20        | 49,90       |                  |
| 2       | Deutschland    | Bettina Hoy Designer                 | 44,70       | 4,00        | 10,80       | 59,50       |                  |
| 2       | Deutschland    | Elmar Lesch Lanzelot                 | 48,20       | 4,00        | 27,20       | (79,40)     |                  |
| 2       | Deutschland    |                                      |             |             |             | 156,40      | 9                |
| 3       | Großbritannien | Emily Llewellyn Junior II            | 44,70       | 0,00        | 6,40        | 51,10       |                  |
| 3       | Großbritannien | Rosalind Canter Zenshera             | 44,10       | 4,00        | 6,00        | 54,10       |                  |
| 3       | Großbritannien | Dani Evans Smart Time                | 46,40       | 4,00        | 5,60        | 56,00       |                  |
| 3       | Großbritannien | David Doel Koyuna Sun Magic          | 49,60       | 4,00        | 22,40       | (76,00)     |                  |
| 3       | Großbritannien |                                      |             |             |             | 161,20      | 8                |
| 4       | Frankreich     | François Lemiere Ogustin du Terroir  | 44,10       | 4,00        | 6,40        | 54,50       |                  |
| 4       | Frankreich     | Alexis Gomez Quartz du Lerchenberg   | 51,60       | 0,00        | 8,80        | 60,40       |                  |
| 4       | Frankreich     | Gilles Bordes Orion de Cavalhac      | 51,90       | 4,00        | 5,60        | 61,50       |                  |
| 4       | Frankreich     | Alix de Herce Minx du Mane Roz       | 50,20       | 0,00        | AUSG        | (1000,00)   |                  |
| 4       | Frankreich     |                                      |             |             |             | 176,40      | 7                |

Einzelwertung CICO 3*
| Rang | Reiter                | Pferd                     | Mannschafts- wertung | Minuspunkte | Minuspunkte | Minuspunkte | Minuspunkte |
| Rang | Reiter                | Pferd                     | Mannschafts- wertung | Dressur     | Springen    | Gelände     | Gesamt      |
| ---- | --------------------- | ------------------------- | -------------------- | ----------- | ----------- | ----------- | ----------- |
| 1    | Mark Todd             | Campino                   | ja                   | 32,30       | 0,00        | 3,60        | 35,90       |
| 2    | Lizzie Brown          | Henton Attorney General   | ja                   | 39,80       | 1,00        | 0,00        | 40,80       |
| 3    | Andreas Ostholt       | So is et                  | ja                   | 41,80       | 4,00        | 1,20        | 47,00       |
| 4    | Coral Keen            | Wellshead Fare Opposition | nein                 | 41,80       | 0,00        | 5,60        | 47,40       |
| 5    | Claas Hermann Romeike | Cato                      | ja                   | 46,70       | 0,00        | 3,20        | 49,90       |

### 4. Prüfung: Polen
In der niederschlesischen Stadt Strzegom fand das polnische Nationenpreisturnier statt. Die Strzegom Horse Trials wurden vom 26. bis 29. Juni 2014 durchgeführt. Das Prüfungsangebot für die Starter war in Strzegom sehr umfangreich, so fanden neben dem CICO auch CIC-Prüfungen auf 1*- und 2*-Niveau sowie CCI-Prüfungen auf 1*-, 2*- und 3*-Niveau statt.
In der Nationenpreiswertung war die Führung der deutschen Mannschaft in keiner Teilprüfung gefährdet. Die ersten drei Plätze der Einzelwertung ging an drei Starterpaare der deutschen Equipe, jeweils Championatskaderreiter mit ihren erfolgreichsten Pferden. Die junge britische Mannschaft folgte mit einiger Entfernung auf dem zweiten Platz, alle anderen Equipen waren weit abgeschlagen.
Mannschaftswertung CICO 3*
|                                                        | Mannschaft                                             | Reiter und Pferde                                      | Minuspunkte                                            | Minuspunkte                                            | Minuspunkte                                            | Minuspunkte                                            | Wertungs- punkte |
| Dressur                                                | Mannschaft                                             | Reiter und Pferde                                      | Gelände                                                | Springen                                               | Gesamt                                                 |                                                        | Wertungs- punkte |
| ------------------------------------------------------ | ------------------------------------------------------ | ------------------------------------------------------ | ------------------------------------------------------ | ------------------------------------------------------ | ------------------------------------------------------ | ------------------------------------------------------ | ---------------- |
| 1                                                      | Deutschland                                            | Michael Jung Sam FBW                                   | 33,80                                                  | 1,60                                                   | 0,00                                                   | 35,40                                                  |                  |
| 1                                                      | Deutschland                                            | Dirk Schrade Hop and Skip                              | 43,20                                                  | 0,00                                                   | 0,00                                                   | 43,20                                                  |                  |
| 1                                                      | Deutschland                                            | Sandra Auffarth Opgun Louvo                            | 41,40                                                  | 2,80                                                   | 0,00                                                   | 44,20                                                  |                  |
| 1                                                      | Deutschland                                            | Julia Krajewski Lost Prophecy                          | 40,80                                                  | 77,20                                                  | AUSG/VP                                                | (1000,00)                                              |                  |
| 1                                                      | Deutschland                                            |                                                        |                                                        |                                                        |                                                        | 122,80                                                 | 11               |
| 2                                                      | Großbritannien                                         | Sarah Bullimore Valentino V                            | 44,60                                                  | 2,80                                                   | 0,00                                                   | 47,40                                                  |                  |
| 2                                                      | Großbritannien                                         | Rosalind Canter Zenshera                               | 45,00                                                  | 3,20                                                   | 0,00                                                   | 48,20                                                  |                  |
| 2                                                      | Großbritannien                                         | Katy Hurst Weston IV                                   | 58,00                                                  | 5,60                                                   | 0,00                                                   | 63,60                                                  |                  |
| 2                                                      | Großbritannien                                         | Nicky Roncoroni Watts Burn                             | 58,60                                                  | 42,00                                                  | 8,00                                                   | (108,60)                                               |                  |
| 2                                                      | Großbritannien                                         |                                                        |                                                        |                                                        |                                                        | 159,20                                                 | 9                |
| 3                                                      | Niederlande                                            | Elaine Pen Undercover                                  | 52,60                                                  | 0,00                                                   | 4,00                                                   | 56,60                                                  |                  |
| 3                                                      | Niederlande                                            | Theo van de Vendel Zindane                             | 60,80                                                  | 0,00                                                   | 8,00                                                   | 68,80                                                  |                  |
| 3                                                      | Niederlande                                            | Althea Bleekman Anmarsch                               | 52,00                                                  | 76,00                                                  | 0,00                                                   | 128,00                                                 |                  |
| 3                                                      | Niederlande                                            | Tim Lips Oncarlos                                      | 51,40                                                  | AUSG                                                   |                                                        | (1000,00)                                              |                  |
| 3                                                      | Niederlande                                            |                                                        |                                                        |                                                        |                                                        | 253,40                                                 | 8                |
| 4                                                      | Dänemark                                               | Merete Thøgersen Salza                                 | 60,40                                                  | 15,60                                                  | 0,00                                                   | 76,00                                                  |                  |
| 4                                                      | Dänemark                                               | Irene Mia Hastrup Constantin M                         | 57,00                                                  | 22,80                                                  | 12,00                                                  | 91,80                                                  |                  |
| 4                                                      | Dänemark                                               | Louise Nielsen Hooker Skovgaard                        | 56,80                                                  | 74,40                                                  | 24,00                                                  | 155,20                                                 |                  |
| 4                                                      | Dänemark                                               | Vicky Mathiesen Dejo                                   | 57,60                                                  | AUSG                                                   |                                                        | (1000,00)                                              |                  |
| 4                                                      | Dänemark                                               |                                                        |                                                        |                                                        |                                                        | 323,00                                                 | 7                |
| weitere Platzierungen: Italien: 5. Rang Polen: 6. Rang | weitere Platzierungen: Italien: 5. Rang Polen: 6. Rang | weitere Platzierungen: Italien: 5. Rang Polen: 6. Rang | weitere Platzierungen: Italien: 5. Rang Polen: 6. Rang | weitere Platzierungen: Italien: 5. Rang Polen: 6. Rang | weitere Platzierungen: Italien: 5. Rang Polen: 6. Rang | weitere Platzierungen: Italien: 5. Rang Polen: 6. Rang | 6 5              |

Einzelwertung CICO 3*
| Rang | Reiter          | Pferd        | Mannschafts- wertung | Minuspunkte | Minuspunkte | Minuspunkte | Minuspunkte |
| Rang | Reiter          | Pferd        | Mannschafts- wertung | Dressur     | Gelände     | Springen    | Gesamt      |
| ---- | --------------- | ------------ | -------------------- | ----------- | ----------- | ----------- | ----------- |
| 1    | Michael Jung    | Sam FBW      | ja                   | 33,80       | 1,60        | 0,00        | 35,40       |
| 2    | Dirk Schrade    | Hop and Skip | ja                   | 43,20       | 0,00        | 0,00        | 43,20       |
| 3    | Sandra Auffarth | Opgun Louvo  | ja                   | 41,40       | 2,80        | 0,00        | 44,20       |
| 4    | Sarah Bullimore | Valentino V  | ja                   | 44,60       | 2,80        | 0,00        | 47,40       |
| 5    | Rosalind Canter | Zenshera     | ja                   | 45,00       | 3,20        | 0,00        | 48,20       |

### 5. Prüfung: Deutschland
Die deutschen Nationenpreisturniere in fünf Disziplinen, so auch in der Vielseitigkeit, fanden in Aachen statt. In der Aachener Soers werden seit 2005 Prüfungen im Vielseitigkeitsreiten ausgetragen: Im September 2005 wurde die Testprüfung für die Weltreiterspiele 2006 ausgetragen, die zwölf Monate später hier durchgeführt wurden. Seit 2007 ist der deutsche Nationenpreis im Vielseitigkeitsreiten fester Bestandteil des CHIO Aachen.
Die zweite Turnierwoche des CHIO, in der der Nationenpreis durchgeführt wurde, fand 2014 vom 15. bis 20. Juli statt.
Mannschaftswertung CICO 3*
|                                                                                                   | Mannschaft                                                                                        | Reiter und Pferde                                                                                 | Minuspunkte                                                                                       | Minuspunkte                                                                                       | Minuspunkte                                                                                       | Minuspunkte                                                                                       | Wertungs- punkte |
| Dressur                                                                                           | Mannschaft                                                                                        | Reiter und Pferde                                                                                 | Springen                                                                                          | Gelände                                                                                           | Gesamt                                                                                            |                                                                                                   | Wertungs- punkte |
| ------------------------------------------------------------------------------------------------- | ------------------------------------------------------------------------------------------------- | ------------------------------------------------------------------------------------------------- | ------------------------------------------------------------------------------------------------- | ------------------------------------------------------------------------------------------------- | ------------------------------------------------------------------------------------------------- | ------------------------------------------------------------------------------------------------- | ---------------- |
| 1                                                                                                 | Deutschland                                                                                       | Sandra Auffarth Opgun Louvo                                                                       | 33,80                                                                                             | 0,00                                                                                              | 0,00                                                                                              | 33,80                                                                                             |                  |
| 1                                                                                                 | Deutschland                                                                                       | Michael Jung Sam FBW                                                                              | 36,20                                                                                             | 5,00                                                                                              | 0,00                                                                                              | 41,20                                                                                             |                  |
| 1                                                                                                 | Deutschland                                                                                       | Dirk Schrade Hop and Skip                                                                         | 46,40                                                                                             | 4,00                                                                                              | 3,60                                                                                              | 54,00                                                                                             |                  |
| 1                                                                                                 | Deutschland                                                                                       | Peter Thomsen Barny                                                                               | 47,20                                                                                             | 2,00                                                                                              | 8,40                                                                                              | (57,60)                                                                                           |                  |
| 1                                                                                                 | Deutschland                                                                                       |                                                                                                   |                                                                                                   |                                                                                                   |                                                                                                   | 129,00                                                                                            | 11               |
| 2                                                                                                 | Großbritannien                                                                                    | Isabelle Taylor Orlando                                                                           | 38,20                                                                                             | 4,00                                                                                              | 1,60                                                                                              | 43,80                                                                                             |                  |
| 2                                                                                                 | Großbritannien                                                                                    | William Fox-Pitt Chilli Morning                                                                   | 43,20                                                                                             | 2,00                                                                                              | 7,20                                                                                              | 52,40                                                                                             |                  |
| 2                                                                                                 | Großbritannien                                                                                    | Piggy French Jakata                                                                               | 43,00                                                                                             | 6,00                                                                                              | 7,20                                                                                              | 56,20                                                                                             |                  |
| 2                                                                                                 | Großbritannien                                                                                    | Zara Phillips High Kingdom                                                                        | 52,80                                                                                             | 10,00                                                                                             | 8,00                                                                                              | (70,80)                                                                                           |                  |
| 2                                                                                                 | Großbritannien                                                                                    |                                                                                                   |                                                                                                   |                                                                                                   |                                                                                                   | 152,40                                                                                            | 9                |
| 3                                                                                                 | Frankreich                                                                                        | Maxime Livio Qalao des Mers                                                                       | 42,40                                                                                             | 6,00                                                                                              | 1,60                                                                                              | 50,00                                                                                             |                  |
| 3                                                                                                 | Frankreich                                                                                        | Astier Nicolas Piaf de b'Neville                                                                  | 44,80                                                                                             | 4,00                                                                                              | 3,60                                                                                              | 52,40                                                                                             |                  |
| 3                                                                                                 | Frankreich                                                                                        | Thomas Carlile Quiro Hoy                                                                          | 39,20                                                                                             | 1,00                                                                                              | 22,00                                                                                             | 62,20                                                                                             |                  |
| 3                                                                                                 | Frankreich                                                                                        | Pascal Leroy Minos de Petra                                                                       | 48,20                                                                                             | 12,00                                                                                             | 5,20                                                                                              | (65,40)                                                                                           |                  |
| 3                                                                                                 | Frankreich                                                                                        |                                                                                                   |                                                                                                   |                                                                                                   |                                                                                                   | 164,60                                                                                            | 8                |
| 4                                                                                                 | Neuseeland                                                                                        | Andrew Nicholson Nereo                                                                            | 45,60                                                                                             | 2,00                                                                                              | 0,80                                                                                              | 48,40                                                                                             |                  |
| 4                                                                                                 | Neuseeland                                                                                        | Jonelle Price Faerie Dianimo                                                                      | 45,60                                                                                             | 2,00                                                                                              | 10,40                                                                                             | 58,00                                                                                             |                  |
| 4                                                                                                 | Neuseeland                                                                                        | Tim Price Sky Boy                                                                                 | 49,20                                                                                             | 2,00                                                                                              | 11,60                                                                                             | 62,80                                                                                             |                  |
| 4                                                                                                 | Neuseeland                                                                                        | Lucy Jackson Willy Do                                                                             | 38,60                                                                                             | 14,00                                                                                             | AUSG                                                                                              | (1000,00)                                                                                         |                  |
| 4                                                                                                 | Neuseeland                                                                                        |                                                                                                   |                                                                                                   |                                                                                                   |                                                                                                   | 169,20                                                                                            | 7                |
| weitere Platzierungen: Irland: 5. Rang Schweden: 6. Rang Australien: 7. Rang Niederlande: 8. Rang | weitere Platzierungen: Irland: 5. Rang Schweden: 6. Rang Australien: 7. Rang Niederlande: 8. Rang | weitere Platzierungen: Irland: 5. Rang Schweden: 6. Rang Australien: 7. Rang Niederlande: 8. Rang | weitere Platzierungen: Irland: 5. Rang Schweden: 6. Rang Australien: 7. Rang Niederlande: 8. Rang | weitere Platzierungen: Irland: 5. Rang Schweden: 6. Rang Australien: 7. Rang Niederlande: 8. Rang | weitere Platzierungen: Irland: 5. Rang Schweden: 6. Rang Australien: 7. Rang Niederlande: 8. Rang | weitere Platzierungen: Irland: 5. Rang Schweden: 6. Rang Australien: 7. Rang Niederlande: 8. Rang | 6 5 4 3          |

Einzelwertung CICO 3*
| Rang | Reiter          | Pferd                  | Mannschafts- wertung | Minuspunkte | Minuspunkte | Minuspunkte | Minuspunkte |
| Rang | Reiter          | Pferd                  | Mannschafts- wertung | Dressur     | Springen    | Gelände     | Gesamt      |
| ---- | --------------- | ---------------------- | -------------------- | ----------- | ----------- | ----------- | ----------- |
| 1    | Sandra Auffarth | Opgun Louvo            | ja                   | 33,80       | 0,00        | 0,00        | 33,80       |
| 2    | Ingrid Klimke   | FRH Escada             | nein                 | 40,20       | 0,00        | 0,00        | 40,20       |
| 3    | Michael Jung    | Sam FBW                | ja                   | 36,20       | 5,00        | 0,00        | 41,20       |
| 4    | Isabelle Taylor | Orlando                | ja                   | 38,20       | 4,00        | 1,60        | 43,80       |
| 5    | Karin Donckers  | Fletcha van 't Verahof | nein                 | 40,00       | 4,00        | 4,00        | 48,00       |

### 6. Prüfung: Schweden
Die letzte Wertungsprüfung des Nations Cups vor den Weltreiterspielen in der Normandie fand in Schweden statt. Am Strand von Malmö, wo im Vorjahr die Europameisterschaften stattfanden, wurde vom 1. bis 3. August 2014 Malmö Eventing ausgetragen.
In der Nationenpreisprüfung von Malmö blieb das Starterfeld übersichtlich, 32 Starterpaare und vier Nationenmannschaften gingen an den Start. Es dominierten die deutschen Reiter, die in der Einzelwertung auf die ersten drei Plätze kamen und auch den Nationenpreis mit elf Minuspunkten gewannen.
Mannschaftswertung CICO 3*
|         | Mannschaft  | Reiter und Pferde                     | Minuspunkte | Minuspunkte | Minuspunkte | Minuspunkte | Wertungs- punkte |
| Dressur | Mannschaft  | Reiter und Pferde                     | Gelände     | Springen    | Gesamt      |             | Wertungs- punkte |
| ------- | ----------- | ------------------------------------- | ----------- | ----------- | ----------- | ----------- | ---------------- |
| 1       | Deutschland | Peter Thomsen Cayenne                 | 45,40       | 0,00        | 4,00        | 49,40       |                  |
| 1       | Deutschland | Andreas Dibowski FRH Butts Avedon     | 44,20       | 5,20        | 0,00        | 49,40       |                  |
| 1       | Deutschland | Claas Hermann Romeike Cato            | 49,20       | 0,00        | 4,00        | 53,20       |                  |
| 1       | Deutschland | Anna-Maria Rieke Petite Dame          | 49,60       | 32,80       | 0,00        | (82,40)     |                  |
| 1       | Deutschland |                                       |             |             |             | 152,00      | 11               |
| 2       | Frankreich  | Didier Dhennin Opi de Saint Leo       | 50,20       | 2,00        | 0,00        | 52,20       |                  |
| 2       | Frankreich  | François Lemiere Ogustin du Terroir   | 53,00       | 0,00        | 0,00        | 53,00       |                  |
| 2       | Frankreich  | Gilles Bordes Orion de Cavalhac       | 45,80       | 8,00        | 4,00        | 57,80       |                  |
| 2       | Frankreich  | Thibaut Vallette Qing du Briot        | 51,40       | 56,40       | 6,00        | (113,80)    |                  |
| 2       | Frankreich  |                                       |             |             |             | 163,00      | 9                |
| 3       | Schweden    | Anna Hilton Matrix W                  | 50,20       | 6,40        | 8,00        | 64,60       |                  |
| 3       | Schweden    | Louise Svensson Jähde Utah Sun        | 54,00       | 7,20        | 4,00        | 65,20       |                  |
| 3       | Schweden    | Viktoria Carlerbäck Volt af Källstorp | 53,00       | 31,60       | 1,00        | 85,60       |                  |
| 3       | Schweden    | Anna Nilsson Luron                    | 55,40       | 5,20        | N.GES.      | (1000,00)   |                  |
| 3       | Schweden    |                                       |             |             |             | 215,40      | 8                |
| 4       | Dänemark    | Peter Flarup Calista E                | 49,00       | 5,60        | 12,00       | 66,60       |                  |
| 4       | Dänemark    | Hanne Wind Ramsgaard Arami            | 59,60       | 10,40       | 4,00        | 74,00       |                  |
| 4       | Dänemark    | Irene Mia Hastrup Constantin M        | 60,40       | 10,40       | 8,00        | 78,80       |                  |
| 4       | Dänemark    | Merete Thøgersen Salza                | 60,20       | 26,00       | 1,00        | (87,20)     |                  |
| 4       | Dänemark    |                                       |             |             |             | 219,40      | 7                |

Einzelwertung CICO 3*
| Rang | Reiter           | Pferd              | Mannschafts- wertung | Minuspunkte | Minuspunkte | Minuspunkte | Minuspunkte |
| Rang | Reiter           | Pferd              | Mannschafts- wertung | Dressur     | Gelände     | Springen    | Gesamt      |
| ---- | ---------------- | ------------------ | -------------------- | ----------- | ----------- | ----------- | ----------- |
| 1    | Andreas Dibowski | Hans Dampf         | nein                 | 44,60       | 2,80        | 0,00        | 47,40       |
| 2    | Peter Thomsen    | Cayenne            | ja                   | 45,40       | 0,00        | 4,00        | 49,40       |
| 3    | Andreas Dibowski | FRH Butts Avedon   | ja                   | 44,20       | 5,20        | 0,00        | 49,40       |
| 4    | Didier Dhennin   | Opi de Saint Leo   | ja                   | 50,20       | 2,00        | 0,00        | 52,20       |
| 5    | François Lemiere | Ogustin du Terroir | ja                   | 53,00       | 0,00        | 0,00        | 53,00       |

Anmerkung:
1. ↑  3. Platz, da schlechteres Geländeergebnis als Peter Thomsen

### 7. Prüfung: Italien
Der italienische Nationenpreis der Vielseitigkeitsreiter fand auch im Jahr 2014 in Montelibretti statt. Die Prüfung wurde vom 19. bis 21. September 2014 durchgeführt.
Nachdem der Nationenpreis bereits im Vorjahr nur über ein kleineres Starterfeld verfügte, wurde die Teilnehmeranzahl nochmals deutlich unterboten: Im CICO 3* gingen elf Pferd-Reiter-Paare an den Start, aus denen sich zwei Mannschaften bildeten. Der Kurs war sehr anspruchsvoll, so dass überhaupt nur sechs Paare das Ziel erreichten. Kein Starter kam in Gelände in der erlaubten Zeit in das Ziel.
Mannschaftswertung CICO 3*
|         | Mannschaft  | Reiter und Pferde                          | Minuspunkte | Minuspunkte | Minuspunkte | Minuspunkte | Wertungs- punkte |
| Dressur | Mannschaft  | Reiter und Pferde                          | Gelände     | Springen    | Gesamt      |             | Wertungs- punkte |
| ------- | ----------- | ------------------------------------------ | ----------- | ----------- | ----------- | ----------- | ---------------- |
| 1       | Deutschland | Jörg Kurbel Brookfield de Bouncer          | 52,50       | 19,60       | 0,00        | 72,10       |                  |
| 1       | Deutschland | Wolf-Dieter Eckl Rainmann                  | 58,10       | 28,80       | 20,00       | 106,90      |                  |
| 1       | Deutschland | Bodo Battenberg Cadgold                    | 65,20       | AUSG        |             | 1000,00     |                  |
| 1       | Deutschland | Robert Sirch La Samira                     | 63,30       | AUSG        |             | (1000,00)   |                  |
| 1       | Deutschland |                                            |             |             |             | 1179,00     | 11               |
| 2       | Italien     | Andrea Docimo Waldo                        | 59,80       | 26,40       | 11,00       | 97,20       |                  |
| 2       | Italien     | Emiliano Portale Rubens delle Sementarecce | 51,50       | AUSG        |             | 1000,00     |                  |
| 2       | Italien     | Marco Cappai Freewell Clai                 | 63,10       | AUFG        |             | 1000,00     |                  |
| 2       | Italien     |                                            |             |             |             | 2097,20     | 9                |

Einzelwertung CICO 3*
| Rang | Reiter            | Pferd                 | Mannschafts- wertung | Minuspunkte | Minuspunkte | Minuspunkte | Minuspunkte |
| Rang | Reiter            | Pferd                 | Mannschafts- wertung | Dressur     | Gelände     | Springen    | Gesamt      |
| ---- | ----------------- | --------------------- | -------------------- | ----------- | ----------- | ----------- | ----------- |
| 1    | Jörg Kurbel       | Brookfield de Bouncer | ja                   | 52,50       | 19,60       | 0,00        | 72,10       |
| 2    | Patrizia Attinger | Hilton P              | nein                 | 51,00       | 24,40       | 9,00        | 84,40       |
| 3    | Heinz Scheller    | Autumn's Crystal      | nein                 | 52,10       | 33,20       | 5,00        | 90,30       |
| 4    | Florian Conte     | Qenzo du Vallon       | nein                 | 52,10       | 31,60       | 13,00       | 96,70       |
| 5    | Andrea Docimo     | Waldo                 | ja                   | 59,80       | 26,40       | 11,00       | 97,20       |

### 8. Prüfung: Belgien
Zum zweiten Mal war Internationaal Eventing Waregem in Waregem das Nationenpreisturnier Belgiens. In der Saison 2014 fand das Turnier vom 25. bis 28. September statt.
Nach den Teilprüfungen Dressur und Springen war ein enger Zweikampf zwischen den Mannschaften Deutschlands und Großbritanniens zu erwarten, der Abstand betrug lediglich 4,3 Minuspunkte. Da die zu diesem Zeitpunkt fünftplatzierte britische Mannschaftsreiterin Lucy Wiegersma jedoch vor der Geländeprüfung ihren weiteren Start zurückzog, ging Deutschland mit deutlichem Vorteil in das Gelände und gewann schließlich auch die Prüfung. Es waren fünf Mannschaften am Start.
Mannschaftswertung CICO 3*
|                                            | Mannschaft                                 | Reiter und Pferde                          | Minuspunkte                                | Minuspunkte                                | Minuspunkte                                | Minuspunkte                                | Wertungs- punkte |
| Dressur                                    | Mannschaft                                 | Reiter und Pferde                          | Springen                                   | Gelände                                    | Gesamt                                     |                                            | Wertungs- punkte |
| ------------------------------------------ | ------------------------------------------ | ------------------------------------------ | ------------------------------------------ | ------------------------------------------ | ------------------------------------------ | ------------------------------------------ | ---------------- |
| 1                                          | Deutschland                                | Andreas Ostholt Pennsylvania               | 41,50                                      | 2,00                                       | 6,80                                       | 50,30                                      |                  |
| 1                                          | Deutschland                                | Anna-Maria Rieke Petite Dame               | 43,00                                      | 5,00                                       | 5,60                                       | 53,60                                      |                  |
| 1                                          | Deutschland                                | Andreas Dibowski FRH Butts Avedon          | 38,90                                      | 12,00                                      | 8,40                                       | 59,30                                      |                  |
| 1                                          | Deutschland                                | Josefa Sommer Hamilton                     | 46,70                                      | 0,00                                       | 16,40                                      | (63,10)                                    |                  |
| 1                                          | Deutschland                                |                                            |                                            |                                            |                                            | 163,20                                     | 11               |
| 2                                          | Großbritannien                             | Sarah Bullimore Lilly Corinne              | 38,20                                      | 4,00                                       | 1,60                                       | 43,80                                      |                  |
| 2                                          | Großbritannien                             | Nicky Roncoroni Stonedge                   | 50,20                                      | 0,00                                       | 7,60                                       | 57,80                                      |                  |
| 2                                          | Großbritannien                             | Tom McEwen Diesel                          | 52,80                                      | 10,00                                      | 6,00                                       | 68,80                                      |                  |
| 2                                          | Großbritannien                             | Lucy Wiegersma Mr Chunky                   | 44,40                                      | 2,00                                       | N.GES.                                     | (1000,00)                                  |                  |
| 2                                          | Großbritannien                             |                                            |                                            |                                            |                                            | 180,50                                     | 9                |
| 3                                          | Irland                                     | Padraig McCarthy Simon Porloe              | 62,90                                      | 0,00                                       | 2,00                                       | 64,90                                      |                  |
| 3                                          | Irland                                     | Fraser Duffy Primus                        | 57,10                                      | 12,00                                      | 2,80                                       | 71,90                                      |                  |
| 3                                          | Irland                                     | Jonty Evans Double Dutch                   | 46,20                                      | 21,00                                      | 10,80                                      | 78,00                                      |                  |
| 3                                          | Irland                                     |                                            |                                            |                                            |                                            | 214,80                                     | 8                |
| 4                                          | Belgien                                    | Kris Vervaecke Victor van Steenkerke       | 54,50                                      | 0,00                                       | 17,20                                      | 71,70                                      |                  |
| 4                                          | Belgien                                    | Julien Despontin Waldano                   | 45,90                                      | 16,00                                      | 14,00                                      | 75,90                                      |                  |
| 4                                          | Belgien                                    | Karin Donckers Lady Brown                  | 51,10                                      | 16,00                                      | 16,80                                      | 83,90                                      |                  |
| 4                                          | Belgien                                    | Joris Van Springel Limestone               | 61,40                                      | 16,00                                      | N.GES.                                     | (1000,00)                                  |                  |
| 4                                          | Belgien                                    |                                            |                                            |                                            |                                            | 231,50                                     | 7                |
| weitere Platzierungen: Frankreich: 5. Rang | weitere Platzierungen: Frankreich: 5. Rang | weitere Platzierungen: Frankreich: 5. Rang | weitere Platzierungen: Frankreich: 5. Rang | weitere Platzierungen: Frankreich: 5. Rang | weitere Platzierungen: Frankreich: 5. Rang | weitere Platzierungen: Frankreich: 5. Rang | 6                |

Einzelwertung CICO 3*
| Rang | Reiter           | Pferd         | Mannschafts- wertung | Minuspunkte | Minuspunkte | Minuspunkte | Minuspunkte |
| Rang | Reiter           | Pferd         | Mannschafts- wertung | Dressur     | Springen    | Gelände     | Gesamt      |
| ---- | ---------------- | ------------- | -------------------- | ----------- | ----------- | ----------- | ----------- |
| 1    | Andreas Ostholt  | Pennsylvania  | ja                   | 41,50       | 2,00        | 6,80        | 50,30       |
| 2    | Andreas Dibowski | Hans Dampf    | nein                 | 43,30       | 0,00        | 8,40        | 51,70       |
| 3    | Anna-Maria Rieke | Petite Dame   | ja                   | 43,00       | 5,00        | 5,60        | 53,60       |
| 4    | Sarah Bullimore  | Lilly Corinne | ja                   | 45,90       | 0,00        | 8,00        | 53,90       |
| 5    | Nicky Roncoroni  | Stonedge      | ja                   | 50,20       | 0,00        | 7,60        | 57,80       |

### 9. Prüfung: Niederlande
Den Abschluss der Turnierserie bildete erneut Military Boekelo, das Nationenpreisturnier der Niederlande. Das Turnier wurde in Boekelo vom 9. bis 12. Oktober 2014 ausgetragen.
In der Mannschaftswertung kam es zu einer knappen Entscheidung zwischen Neuseeland, Australien und Großbritannien, wobei am Ende Neuseeland die Prüfung mit 1,6 Minuspunkten Vorsprung gewann. Die Australier mussten in der abschließenden Springprüfung mehrere Fehler hinnehmen, so dass sie am Ende noch auf den vierten Rang zurückfielen. Von drei von zehn Mannschaften kamen jeweils nur zwei von vier Reitern in das Ziel. Noch extremer traf es die Schweizer Mannschaft: Keiner der vier Mannschaftsreiter beendete die Geländeprüfung, mit einem Ergebnis von 3000 Minuspunkten kam die Equipe auf den zehnten Rang.
Mannschaftswertung CCIO 3*
| | Mannschaft | Reiter und Pferde | Minuspunkte | Minuspunkte | Minuspunkte | Minuspunkte | Wertungs- punkte |
| Dressur | Mannschaft | Reiter und Pferde | Gelände | Springen | Gesamt | | Wertungs- punkte |
| --- | --- | --- | --- | --- | --- | --- | ---------------- |
| 1 | Neuseeland | Lucy Jackson Willy Do | 40,00 | 9,20 | 0,00 | 49,20 |                  |
| 1 | Neuseeland | Tim Price Bango | 46,90 | 3,60 | 8,00 | 58,50 |                  |
| 1 | Neuseeland | Jonathan Paget Bullet Proof | 58,70 | 6,80 | 4,00 | 69,50 |                  |
| 1 | Neuseeland | Annabel Wigley Frog Rock | 57,30 | 82,80 | N.GES. | (1000,00) |                  |
| 1 | Neuseeland | | | | | 177,20 | 11               |
| 2 | Großbritannien | Emilie Chandler Coopers Law | 51,50 | 2,40 | 4,00 | 57,90 |                  |
| 2 | Großbritannien | Gemma Tattersall Dinky Inky | 47,50 | 11,60 | 0,00 | 59,10 |                  |
| 2 | Großbritannien | Laura Collett Grand Manoeuvre | 39,80 | 18,00 | 4,00 | 61,80 |                  |
| 2 | Großbritannien | Sarah Bullimore Lilly Corinne | 49,80 | 4,40 | 8,00 | (62,20) |                  |
| 2 | Großbritannien | | | | | 178,80 | 9                |
| 3 | Niederlande | Alice Naber-Lozeman Peter Parker | 46,50 | 8,00 | 0,00 | 54,50 |                  |
| 3 | Niederlande | Tim Lips Bayro | 47,10 | 13,60 | 0,00 | 60,70 |                  |
| 3 | Niederlande | Theo van de Vendel Zindane | 62,70 | 19,60 | 0,00 | 82,30 |                  |
| 3 | Niederlande | Raf Kooremans Vulcano | 47,70 | AUSG | | (1000,00) |                  |
| 3 | Niederlande | | | | | 197,50 | 8                |
| 4 | Australien | Christopher Burton Haruzac | 48,80 | 2,80 | 8,00 | 59,60 |                  |
| 4 | Australien | Sam Griffiths Favorit Z | 56,90 | 10,40 | 0,00 | 67,30 |                  |
| 4 | Australien | Paul Tapner Indian Mill | 46,20 | 0,40 | 24,00 | 70,60 |                  |
| 4 | Australien | Kevin McNab Casperelli | 59,00 | 17,20 | 8,00 | (84,20) |                  |
| 4 | Australien | | | | | 197,50 | 7                |
| weitere Platzierungen: Irland: 5. Rang Frankreich: 6. Rang Vereinigte Staaten: 7. Rang Deutschland: 8. Rang Italien: 9. Rang Schweiz: 10. Rang | weitere Platzierungen: Irland: 5. Rang Frankreich: 6. Rang Vereinigte Staaten: 7. Rang Deutschland: 8. Rang Italien: 9. Rang Schweiz: 10. Rang | weitere Platzierungen: Irland: 5. Rang Frankreich: 6. Rang Vereinigte Staaten: 7. Rang Deutschland: 8. Rang Italien: 9. Rang Schweiz: 10. Rang | weitere Platzierungen: Irland: 5. Rang Frankreich: 6. Rang Vereinigte Staaten: 7. Rang Deutschland: 8. Rang Italien: 9. Rang Schweiz: 10. Rang | weitere Platzierungen: Irland: 5. Rang Frankreich: 6. Rang Vereinigte Staaten: 7. Rang Deutschland: 8. Rang Italien: 9. Rang Schweiz: 10. Rang | weitere Platzierungen: Irland: 5. Rang Frankreich: 6. Rang Vereinigte Staaten: 7. Rang Deutschland: 8. Rang Italien: 9. Rang Schweiz: 10. Rang | weitere Platzierungen: Irland: 5. Rang Frankreich: 6. Rang Vereinigte Staaten: 7. Rang Deutschland: 8. Rang Italien: 9. Rang Schweiz: 10. Rang | 6 5 4 3 2 0      |

Einzelwertung CCIO 3*
| Rang | Reiter         | Pferd                | Mannschafts- wertung | Minuspunkte | Minuspunkte | Minuspunkte | Minuspunkte |
| Rang | Reiter         | Pferd                | Mannschafts- wertung | Dressur     | Gelände     | Springen    | Gesamt      |
| ---- | -------------- | -------------------- | -------------------- | ----------- | ----------- | ----------- | ----------- |
| 1    | Thomas Carlile | Sirocco du Gers      | ja                   | 41,70       | 0,80        | 4,00        | 46,50       |
| 2    | Lucy Jackson   | Willy Do             | ja                   | 40,00       | 9,20        | 0,00        | 49,20       |
| 3    | Georgie Strang | Cooley Business Time | nein                 | 47,70       | 3,20        | 0,00        | 50,90       |
| 4    | Emma Dougall   | Belcam Bear          | nein                 | 42,30       | 9,20        | 0,00        | 51,50       |
| 5    | Nicola Wilson  | Watermill Vision     | nein                 | 49,40       | 3,20        | 0,00        | 52,60       |

## Gesamtwertung
In die Gesamtwertung gingen die besten sieben Ergebnisse jeder Mannschaft ein. Die deutsche Mannschaft, die die ersten beiden Etappen ausließ, dann aber fünf der sieben weiteren Wertungsprüfungen gewann, siegte mit 67 Punkten in der Gesamtwertung. Großbritannien und Frankreich, die beide ebenfalls an je sieben Etappen teilnahmen, folgen in der Gesamtwertung auf den Plätzen zwei und drei. Alle weiteren Mannschaften folgen mit deutlichem Abstand.
|    |                    | FRA | IRL | GBR | POL | DEU | SWE | ITA | BEL | NED | Wertungs- punkte |
| -- | ------------------ | --- | --- | --- | --- | --- | --- | --- | --- | --- | ---------------- |
| 1  | Deutschland        | —   | —   | 9   | 11  | 11  | 11  | 11  | 11  | 3   | 67               |
| 2  | Großbritannien     | 8   | 11  | 8   | 9   | 9   | —   | —   | 9   | 9   | 63               |
| 3  | Frankreich         | 11  | 9   | 7   | —   | 8   | 9   | —   | 6   | 5   | 55               |
| 4  | Neuseeland         | —   | —   | 11  | —   | 7   | —   | —   | —   | 11  | 29               |
| 5  | Irland             | —   | 8   | —   | —   | 6   | —   | —   | 8   | 6   | 28               |
| 6  | Niederlande        | 9   | —   | —   | 8   | 3   | —   | —   | —   | 8   | 28               |
| 7  | Italien            | 7   | —   | —   | 6   | —   | —   | 9   | —   | 2   | 24               |
| 8  | Dänemark           | —   | —   | —   | 7   | —   | 7   | —   | —   | —   | 14               |
| 9  | Schweden           | —   | —   | —   | —   | 5   | 8   | —   | —   | —   | 13               |
| 10 | Australien         | —   | —   | —   | —   | 4   | —   | —   | —   | 7   | 11               |
| 11 | Belgien            | —   | —   | —   | —   | —   | —   | —   | 7   | —   | 7                |
| 12 | Spanien            | 6   | —   | —   | —   | —   | —   | —   | —   | —   | 6                |
| 13 | Polen              | —   | —   | —   | 5   | —   | —   | —   | —   | —   | 5                |
| 14 | Vereinigte Staaten | —   | —   | —   | —   | —   | —   | —   | —   | 4   | 4                |
| 15 | Schweiz            | —   | —   | —   | —   | —   | —   | —   | —   | 0   | 0                |